# Dreamland (Madeleine Peyroux-album)
Dreamland är Madeleine Peyrouxs debutalbum från 1996.

## Låtlista
1. "Walkin' after Midnight" (Don Hecht/Alan Block) – 4:49
2. "Hey Sweet Man" (Madeleine Peyroux) – 4:01
3. "I'm Gonna Sit Right Down and Write Myself a Letter" (Joseph Young/Fred Ahlert) – 3:44
4. "Fun Out of Life" (Joseph Burke/Edgar Leslie) – 3:14
5. "La vie en rose" (Louis Gugliemi/Edith Piaf) – 3:21
6. "Always a Use" (Madeleine Peyroux) – 2:41
7. "A Prayer" (Euston Jones) – 2:36
8. "Muddy Water" (Peter DeRose/Harry Richman/Joe Trent) – 3:32
9. "Was I?" (Chick Endor/Charlie Farrell) – 2:46
10. "Dreamland" (Madeleine Peyroux) – 3:31
11. "Reckless Blues" (Bessie Smith/Jack Gee) – 3:05
12. "Lovesick Blues" (Bessie Smith/Irving Mills/Cliff Friend) – 2:18

## Medverkande
- Madeleine Peyroux – sång, gitarr
- James Carter – basklarinett, tenorsaxofon
- Marcus Printup – trumpet
- Regina Carter – violin
- Vernon Reid – elgitarr
- Marc Ribot – gitarr, banjo, dobro, elgitarr
- Larry Saltzman – elgitarr
- Charlie Giordano – orgel, accordion, munspel, cembalo
- Cyrus Chestnut – piano
- Greg Cohen – bas, marimba
- Steve Kirby – elbas
- Leon Parker – trummor
- Kenny Wollesen – slagverk, trummor